# Medborgarrättsrörelse
Medborgarrättsrörelse, begrepp för mer eller mindre organiserat arbete för medborgerliga, mänskliga fri- och rättigheter och mot ojämlikhet och diskriminering. 
Oftast syftar begreppet på Medborgarrättsrörelsen i USA 1955–1968, vilket var afroamerikaners kamp i USA mot systematisk segregation och diskriminering. Begreppet omfattar inte en enhetlig organisation och i USA brukar man skilja på olika perioder i historien av medborgarrättskamp.